# 1504 no Brasil
Esta é uma cronologia dos fatos acontecimentos de ano 1504 no Brasil.

## Eventos
- Janeiro: Fundação da Feitoria de Cabo Frio (ou Feitoria da Baía de Guanabara) por Américo Vespúcio, no estado do Rio de Janeiro.
- 16 de Fevereiro: O cristão-novo Fernão de Loronha recebe a ilha Fernando de Noronha como donatário por Carta-Régia do rei Manuel I de Portugal. Foi a primeira Capitania Hereditária do Brasil.